# Philip Miller
Philip Miller (Deptford of Greenwich, 1691 - Chelsea, 18 december 1771) was een Britse plantkundige. 
Van 1722 tot 1770 was Miller werkzaam bij de Chelsea Physic Garden. Voor botanische namen is hij van groot belang omdat hij overzichtswerken publiceerde, juist in de tijd vlak voor en vlak na het magnum opus van Linnaeus. Daardoor is hij de eerst bekende auteur van een groot aantal botanische namen. Hij wordt dan geciteerd met de afkorting "Mill.".
- Biblioteca Nacional de España: XX1058680
- Bibliothèque nationale de France: cb120444997 (data)
- Author citation (botany): Mill.
- CiNii: DA04282221
- Gemeinsame Normdatei: 117578010
- International Standard Name Identifier: 0000 0000 8372 7133
- KulturNav: 9b1f10e9-9347-4695-adeb-5e8c4328bf7e
- Library of Congress Control Number: n83022669
- Nationale Bibliotheek van Tsjechië: mzk2012707492
- Nationale bibliotheek van Australië: 35353206
- Nationale Bibliotheek van Israël: 987007265301305171
- Nationale Bibliotheek van Polen: a0000003753430
- Nederlandse Thesaurus van Auteursnamen: 070564914
- Istituto Centrale per il Catalogo Unico: VIAV101177
- LIBRIS: 318448
- SNAC: w67h1zr0
- Système universitaire de documentation: 02865420X
- Museum of New Zealand Te Papa Tongarewa: 50590
- Trove: 922710
- Union List of Artist Names: 500240976
- Virtual International Authority File: 36936358
- WorldCat: E39PBJdgTxBp6Hg6qTmp4gkVYP